# Automotive News
Automotive News ist eine Automobilzeitschrift der Crain Communications aus Detroit.

## Geschichte
Automotive News ist eine Automobilzeitschrift für Automobilhersteller- und Händler, die wöchentlich in einer Auflage von 65.000 Stück erscheint. Die Zeitschrift wurde 1925 von Slocum Publishing gegründet und 1971 von der Crain Communication übernommen. Seit 1996 erscheint die Zeitschrift in Europa als Automotive News Europe und seit 2006 in China als Automotive News China. 2009 wurde die brasilianische Ausgabe vorgestellt.